# Szahe Panosjan
Szahe (imię świeckie Kework Panosjan, ur. 1958 w Kassabie) – duchowny Apostolskiego Kościoła Ormiańskiego, od 2014 biskup Libanu.

## Życiorys
Święcenia kapłańskie przyjął w 1980. Sakrę biskupią otrzymał 20 kwietnia 2008. W 2014 został mianowany biskupem Libanu.